# 參考文獻
參考或引用的文献（英語：citation）基於已出版或未出版的源文本，廣義屬於參考資料；狹義指一項作品中嵌入的簡化版字母與數字表達形式，而此作品也須在其參考書目中指明另一項作品，以確認他人成果與當前作品本身出現參考文獻處所闡述的話題之關聯。一般來説，參考文獻由作品内文中的參注與末尾的文獻目錄兩者共同構成。在電子科學論文中，指向單一且機械可讀式的邏輯性斷言式參考則稱作「納米出版物」，是微觀歸因方法的一種形式。
參考文獻的主要目的通常包括維護知識誠實（或避免剽竊）、爲已發表或非獨創作品提供準確來源、幫助讀者自行證實作者的論點是否像其宣稱那樣由參考資料支撐、以及使讀者判定作者提供的材料之效力。學者馬克·雷恩·羅克（Marc Lane Roark）與沃倫·艾默生（Warren Emerson）認爲，參考文獻與作者理解其作品本質、其在學術領域之方向以及其論點、主旨與措辭之道德等價均存在聯係。在這些屬性之外，公衆對參考文獻的弊端也時有提及，包括榮譽式參考（honorary citation）、間接參考（circumstantial citation）、歧視式參考（discriminatory citation）、選擇參考（selective citation）與任意參考（arbitrary citation）等等。
參考文獻的形式通常遵循普遍的參考系統與格式，包括牛津式、哈佛式、現代語言學會格式、美國社會學協會格式、美國心理學會格式等多種標準，其句法常規易于闡釋而廣爲使用。每種格式都有自身的長處與短處，而作者也需要在編纂當中標明使用的格式名稱。
參考目錄與其它單純羅列參考的列表一般不視作參考文獻，此類列表并不能夠完整體現「參考文獻」一詞的關鍵意義：對前人思想與理論的致意與認可。

## 常用参考文献引用格式
- APA格式
- 哈佛参考文献格式
- 温哥华参考文献格式

## 註解
1. ↑  但并非總是基於初始來源。
2. ↑  但目錄本身并不能被單獨視作參考文獻。

## 參閲
- 文献管理软件比较